# Râul Păltiniș, Cernu
Râul Păltiniș este un râu în România, afluent al râului Cernu. 